# Janvry (Marne)
Janvry település Franciaországban, Marne megyében. Lakosainak száma 146 fő (2022. január 1.). Janvry Rosnay, Germigny, Gueux és Méry-Prémecy községekkel határos.

## Népesség
A település népességének változása:
| Lakosok száma | 86   | 114  | 125  | 123  | 138  | 136  | 131  | 126  | 127  | 146  |
|               | 1968 | 1982 | 1990 | 2006 | 2013 | 2015 | 2017 | 2019 | 2020 | 2022 |